# Montagnes des Alaouites
Le Jabâl al-Ansariya, Jabâl an-Nusayrîa, Jabal al-ʿAlawīyin ou encore Jabâl Bahrâ' est un massif montagneux de Syrie constituant le prolongement septentrional du mont Liban.

## Toponymie
Les montagnes des Alaouites sont désignés sous le nom « Bargylus mons » dans une œuvre de Pline l'Ancien en latin. Le terme de Jabal Bahrâ provient de la tribu arabe des Bahrâ, implantée dans la région vers le Xe siècle.

## Géographie

### Situation, topographie

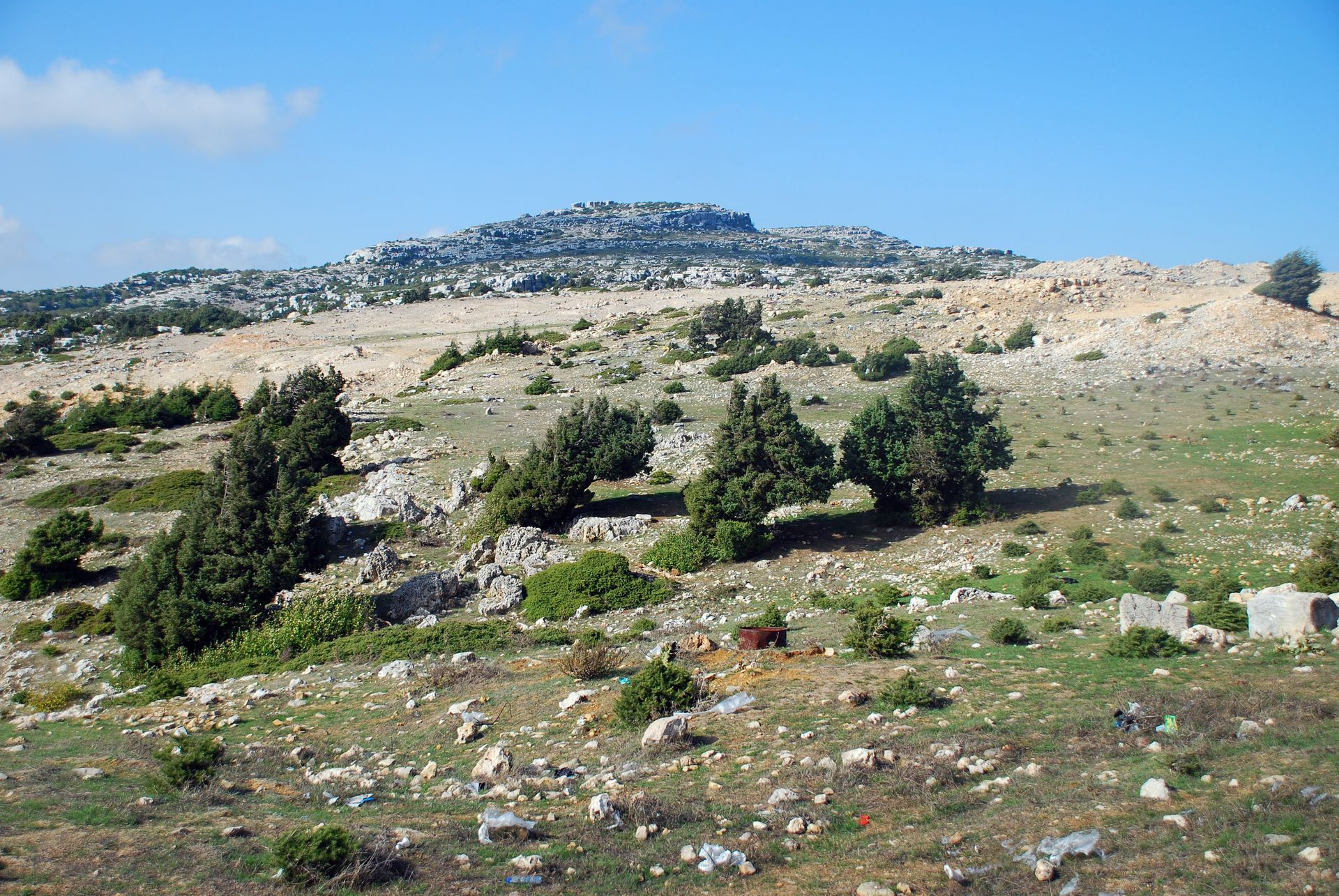
Sommet dans la région de Slinfah.

Le massif (djebel) s'étend sur environ 70 kilomètres entre la côte syrienne et la basse vallée de l'Oronte. Il culmine à 1 562 mètres au Nabi Yunis situé dans sa partie septentrionale.
Le massif présente un relief asymétrique : son versant oriental est constitué d'un abrupt de plus de 1 000 mètres alors que sa partie occidentale s'incline en pente douce vers la mer Méditerranée.

### Géologie
La structure géologique du massif est également calquée sur cette asymétrie : l'est est constitué d'un calcaire jurassique dur, tandis que l'ouest est un empilement de strates marneuses datant du Crétacé supérieur.

### Hydrographie
En termes de ressources hydriques, la montagne alaouite est moins bien lotie que la montagne libanaise, alors même qu'elle reçoit sensiblement la même quantité de précipitations. Ce particularisme tient essentiellement à sa structure géologique : l'absence d'horizon imperméable à l'est limite profondément la capacité de stockage du sol. Ipso facto, dès la fin des précipitations, le sol s’assèche et les sources se tarissent.

## Histoire
Du Xe au XIIIe siècle, le sud du massif est le repaire des Nizârites (Assassins) constituant le « territoire des Assassins ». Tout le massif fourmille de dizaines de forteresses ayant un rôle plus ou moins important pendant la période des croisades. Après l'arrivée des Mongols dans la deuxième moitié du XIIIe siècle, les Nizârites sont supplantés par les Nusayirîs (terme devenu aujourd'hui péjoratif pour qualifier les Alaouites) qui demeurent toujours dans la région.